# 태연 (북위)
태연(太延)은 중국 북위(北魏) 태무제(太武帝)의 네 번째 연호이다. 435년 정월에서 440년 6월까지 5년 6개월 동안 사용하였다.
같은 시기에 사용된 다른 연호로는 북량(北凉)에서 사용한 영화(永和 : 433년 ~ 439년), 북연(北燕)에서 사용한 태흥(太興 : 431년 ~ 436년), 송(宋)에서 사용한 원가(元嘉 : 424년 ~ 453년)가 있다.

## 개원
연화(延和) 4년 1월 26일(435년 3월 11일)에 태연(太延)으로 개원함.

## 연대대조표
| 태연                | 원년            | 2년        | 3년        | 4년        | 5년        | 6년        |
| 서력                | 435년           | 436년      | 437년      | 438년      | 439년      | 440년      |
| 육십간지 (六十干支) | 을해(乙亥)      | 병자(丙子) | 정축(丁丑) | 무인(戊寅) | 기묘(己卯) | 경진(庚辰) |
| 북량 (北凉)         | 영화(永和) 3년  | 4년        | 5년        | 6년        | 7년        | -          |
| 북연 (北燕)         | 태흥(太興) 5년  | 6년        | -          | -          | -          | -          |
| 송 (宋)             | 원가(元嘉) 12년 | 13년       | 14년       | 15년       | 16년       | 17년       |

## 같이 보기
- 중국의 연호

| 이전 연호 연화(延和) | 중국의 연호 북위(北魏) | 다음 연호 태평진군(太平眞君) |